# Gagea moniliformis
Espèce
Gagea moniliformis est une espèce de plantes à fleurs à du genre des gagées et de la famille des Liliacées. C'est une plante à bulbe endémique du Maroc. Elle a été décrite par Jean-Marc Tison en 2012 dans la revue Plant Systematics and Evolution.
Elle pousse sur les pelouses et rocailles siliceuses. L'holotype a été récolté à Oukaïmden à 2 600 mètres d'altitude par Alain Dobignard le 27 avril 1990 .

## Publication
- (en) Jean-Marc Tison, Angela Peterson, Dörte Harpke et Lorenzo Peruzzi, « Reticulate evolution of the critical Mediterranean Gagea sect. Didymobulbos (Liliaceae) and its taxonomic implications », Plant Systematics and Evolution, vol. 299, no 2,‎ 2012, p. 413-438 (DOI 10.1007/s00606-012-0731-4, lire en ligne)